# Francisco Bosch (rugby à XV)
Pour les articles homonymes, voir Francisco Bosch et Bosch.
Pas d'image ? Cliquez ici

a Compétitions nationales et continentales officielles uniquement.

b Matchs officiels uniquement.
Dernière mise à jour le 13 octobre 2013.
Francisco Bosch, né le 31 décembre 1982 à Buenos Aires, est un joueur argentin de rugby à XV évoluant au poste d'ailier. 

## Biographie
Francisco Bosch connaît quatre sélections internationales en équipe d'Argentine depuis 2004. Il a eu sa première cape le 25 avril 2004 contre l'équipe du Chili.

## Statistiques en équipe nationale
- 4 sélections en équipe d'Argentine
- 10 points (2 essais)
- Sélections par saison : 1 en 2004, 3 en 2005.